# 新尾道大橋

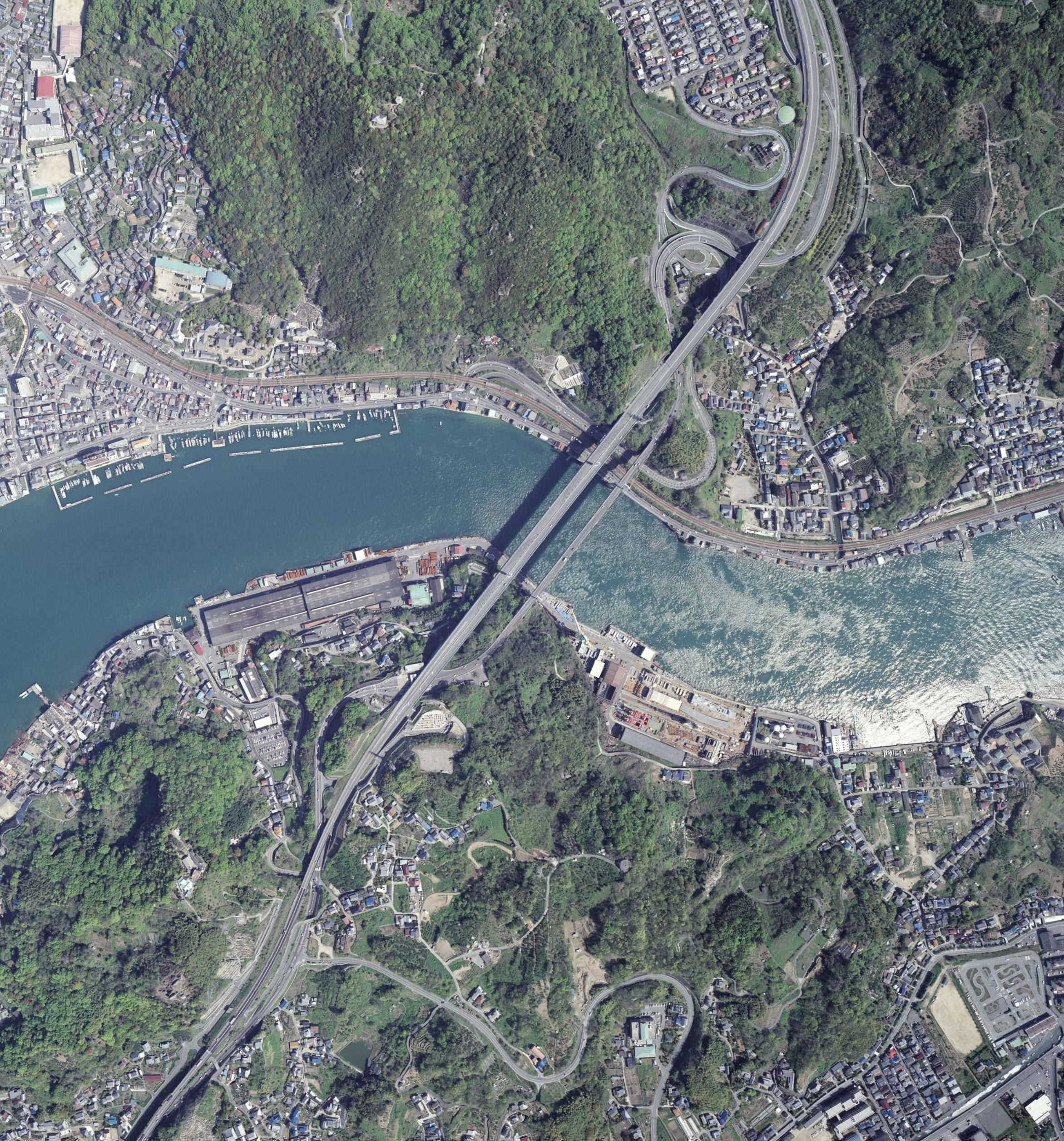
2010年的新尾道大橋（左）及尾道大橋（右）

新尾道大橋（日语：／）是日本西瀨戶自動車道（E76）上的一座跨海斜拉桥，跨越瀨戶內海的尾道水道，连接廣島縣尾道市本土和向島，全长549米，主跨215米，双向四车道，1999年5月建成通车。